# Az hol én elmegyek
Az Az hol én elmegyek kezdetű székely népdalt Kodály Zoltán gyűjtötte a Csík vármegyei Kászonimpéren 1912-ben.
Feldolgozások:
| Szerző         | Mire                | Mű                                                         | Előadás     |
| -------------- | ------------------- | ---------------------------------------------------------- | ----------- |
| Kerényi György | két szólam          | Kétágú síp, 11. kotta                                      |             |
| Kodály Zoltán  | daljáték            | Székely fonó, 17. dal                                      | [ 1 ]       |
| Kodály Zoltán  | énekhang és zongora | Magyar népzene énekhangra és zongorára, I. kötet, 2. darab | [ 2 ] [ 3 ] |
| Kodály Zoltán  | zongora             | Hét zongoradarab (Op. 11), 6. darab                        | [ 4 ]       |
| Ludvig József  | ének, gitárakkordok | Ballag már a vén diák, 13. oldal                           |             |

## Kotta és dallam
| Az hol én elmegyek, még az fák is sírnak, gyenge ágaikról levelek lehullnak. | Hulljatok levelek, rejtsetek el engem, mert az én édesem sírva keres engem. | Sír az út előttem, bánkódik az ösveny, még az is azt mondja: áldjon meg az Isten. | Áldjon meg az Isten minden javaival, mint kerti violát drága illatokkal. |

## Felvételek
- Azhol én elmegyek... (magyar népdal). Csukárdi Dóra  YouTube (2015. április 25.)  (Hozzáférés: 2016. április 17.) (audió)
- Magyar népdal: Az hol én elmegyek... Dr. Sárosi Bálint  YouTube (1965. március 28.)  (Hozzáférés: 2016. április 17.) (audió)
- Az, hol én elmenek. Pitti Katalin  www.youtube.com (2009. szeptember 13.)  (Hozzáférés: 2016. április 17.) (videó)
- EHH08 tz10 Az hol én elmegyek. YouTube (2012. december 29.)  (Hozzáférés: 2016. április 17.) (audió) Eredeti, fonográfról átírt felvétel.